# PGC 61102
LEDA/PGC 61102 ist eine Spiralgalaxie vom Hubble-Typ Sdm im Sternbild Herkules am Nordsternhimmel, die schätzungsweise 147 Millionen Lichtjahre von der Milchstraße entfernt ist. Sie gilt als Mitglied der sechs Galaxien zählenden NGC 6500-Gruppe (LGG 414).
Im selben Himmelsareal befinden sich u. a. die Galaxien NGC 6490, NGC 6495, NGC 6500, NGC 6501.
Die Typ-II-Supernova SN 2014ay wurde hier beobachtet.